# 三條知生
三條 知生（さんじょう ちせ、1967年 - ）は日本映画の編集技師、日活芸術学院講師。本名は三条知生。東京都出身。

## 経歴
にっかつ芸術学院編集コース（第11期）卒業の1987年ににっかつ撮影所の編集助手として入社。

## 作品
- あぶない刑事（1987年・ネガ編集）
- スウィートホーム（1989年・ネガ編集）
- RAMPO（1994年・ネガ編集）
- スーパーの女（1996年・助手）
- マルタイの女（1997年・助手）
- ゴジラ2000 ミレニアム（1999年・助手）
- ゴジラ×メガギラス G消滅作戦（2000年・助手）
- キリコの風景（1998年）
- たどんとちくわ（1998年）
- 流★星（1999年）
- ざわざわ下北沢（2000年）
- 東京マリーゴールド（2001年）
- 竜馬の妻とその夫と愛人（2002年）
- ロボコン（2003年）
- メシア 伝えられし者たち（2004年）
- いま、会いにゆきます（2004年）
- トニー滝谷（2005年）
- あおげば尊し（2006年）
- タイヨウのうた（2006年）
- マリと子犬の物語（2007年）
- 重力ピエロ（2009年）
- ウルルの森の物語（2009年）
- 八日目の蟬（2011年）
- ソロモンの偽証 前篇・事件（2015年）
- ソロモンの偽証 後篇・裁判（2015年）
- ちょっと今から仕事やめてくる（2017年）

## 受賞歴
- 第35回日本アカデミー賞最優秀編集賞[1]